# Erkou (sockenhuvudort i Kina, Jiangxi Sheng, lat 27,96, long 117,15)
Erkou (kinesiska: Erh-k’ou, 耳口) är en sockenhuvudort i Kina. Den ligger i provinsen Jiangxi, i den sydöstra delen av landet, omkring 150 kilometer sydost om provinshuvudstaden Nanchang. Antalet invånare är 9 164. Befolkningen består av 4 322 kvinnor och 4 842 män. Barn under 15 år utgör 21,0 %, vuxna 15-64 år 70 %, och äldre över 65 år 7,0 %.
Runt Erkou är det ganska tätbefolkat, med 96 invånare per kvadratkilometer. Närmaste större samhälle är Tangwan, 15,1 km nordost om Erkou. I omgivningarna runt Erkou växer i huvudsak blandskog.
Genomsnittlig årsnederbörd är 2 687 millimeter. Den regnigaste månaden är juni, med i genomsnitt 448 mm nederbörd, och den torraste är oktober, med 31 mm nederbörd.